# Concierto para piano n.º 3 (Liszt)
El Concierto para piano n.º 3 en mi bemol mayor es el primer concierto compuesto por Franz Liszt, a los 24 años de edad, en su época de joven virtuoso, pero nunca fue publicado en vida suya.
La obra tiene características estructurales comunes con los conciertos 1 y 2 (todos sus movimientos se ejecutan sin interrupción y es cíclico), pero la orquesta en este concierto no es tan brillante, más bien es una orquesta de cámara.
La melodía principal de este concierto la había usado Liszt un año antes en el Allegro di bravura (para piano solo) de 1824.
Aunque no es popular (como los conciertos n.º 1 y 2), es un concierto muy original para su época de creación si tenemos en cuenta sus osadas armonías y su estructura en general.
- Datos: Q932649